# NGC 7353
NGC 7353 (другие обозначения — PGC 85285, KUG 2239+116, NPM1G +11.0547) — галактика в созвездии Пегас.
Этот объект входит в число перечисленных в оригинальной редакции «Нового общего каталога».